# 데이브 사보
데이비드 마이클 사보(David Michael Sabo, 1964년 9월 16일 ~ )는 미국의 기타리스트이다. 1983년에 본 조비의 기타를 담당했었다. 